# Palácio de Herrenchiemsee
O Palácio de Herrenchiemsee (Schloss Herrenchiemsee) é um palácio Real localizado na Ilha de Herreninsel, no lago Chiem, o maior lago da Baviera a 60 km. de Munique, na Alemanha. 
O palácio foi construído entre 1878 e 1886, durante o reinado de Luis II da Baviera, conhecido como Rei Louco, sendo um dos muitos palácios da Europa, e não só, a seguir como modelo o Palácio de Versalhes.

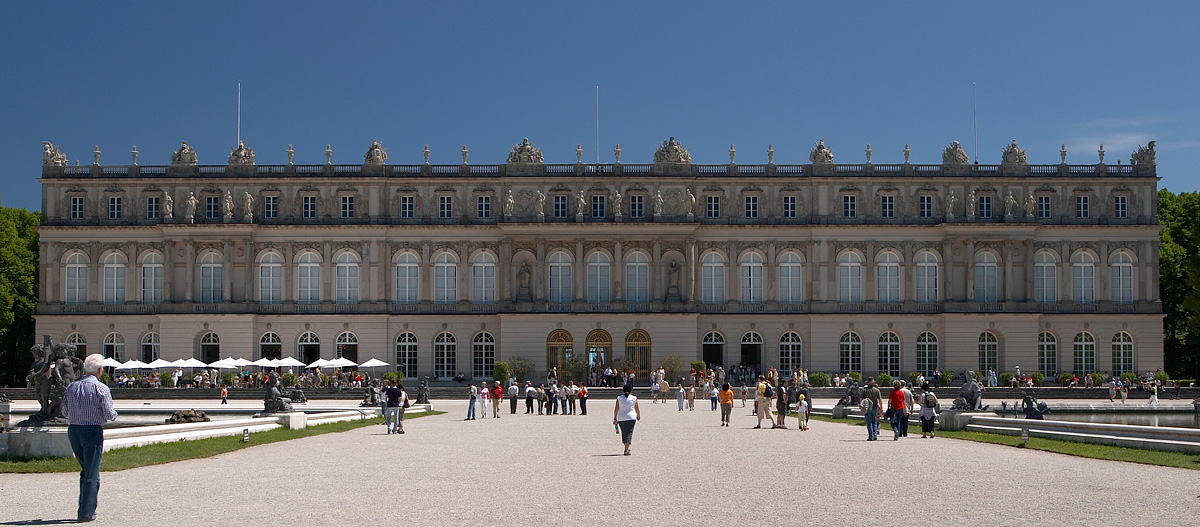
O Palácio de Herrenchiemsee em Maio de 2005.

## Neues Schloss(O Novo Palácio)

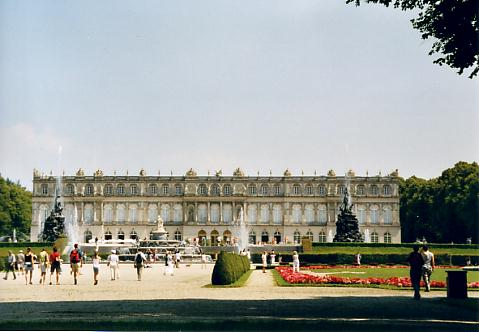
Palácio de Herrenchiemsee, Alemanha

O Neues Schloss (Novo Palácio) é o mais famoso dos edifícios do conjunto de Herrenchiemsee e o maior dos palácios de Luís II da Baviera. De certo modo, é um monumento à admiração do monarca bávaro por Luís XIV de França. Na grande Galeria dos Espelhos do palácio, o tecto está pintado com 25 quadros mostrando Luís XIV no seu melhor. Frequentemente, os textos falam do Neues Schloss Herrenchiemsee (Novo Palácio de Herrenchiemsee), esquecendo os outros edifícios mais pequenos da ilha.

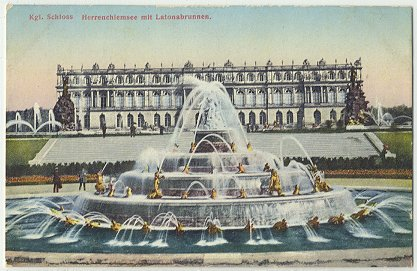
Desenho de Herrenchiemsee em 1911

O Novo Palácio foi desenhado por Christian Jank, Franz Seitz e Georg Dollman, tendo a sua construção decorrido entre 1878 e 1886. Foi idealizado como uma réplica à mesma escala do Palácio de Versailles, mas apenas a sua parte central foi construída antes da morte do Rei. 50 das suas 70 salas ainda permanecem inacabadas.
A primeira pedra do novo palácio foi colocada no dia 31 de Maio de 1878, tendo os trabalhos progredido muito rapidamente. Os tecidos e outros elementos da decoração interior haviam sido encomendados vários anos antes do início da construção. No entanto, ao fim de sete anos os trabalhos foram interrompidos por falta de dinheiro, mas Luís II pôde instalar-se no palácio, onde viveu apenas 16 dias. Pouco depois da morte do Rei, em 1886, os trabalhos pararam definitivamente. As vinte salas do palácio, cuja decoração já tinha terminado, encontram-se actualmente abertas à visita do público.

## Interior

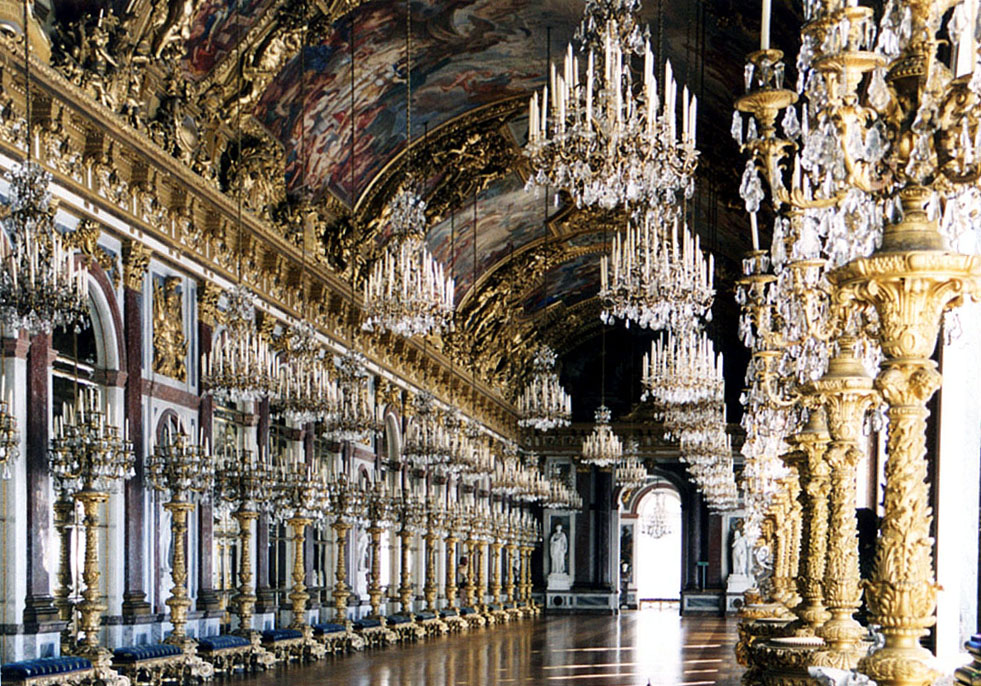
Galeria dos Espelhos do Herrenchiemsee.

Apesar de ter sido idealizado à imagem do Palácio de Versailles, o Palácio de Herrenchiemsee sobrepuja-o em vários lugares. A grande Galeria dos Espelhos, por exemplo, é maior que a sua equivalente no palácio francês, e a sua Sala-de-Jantar tem um gigantesco lustre em porcelana de Meissen, o maior do mundo. O edifício também beneficiou de quase dois séculos de progresso tecnológico. O Palácio de Versailles original não tinha um único banheiro.  A única água corrente encontrava-se no exterior, nas fontes. A cópia do Rei Luís II tinha instalações mais modernas, com uma casa-de-banho e uma grande banheira aquecida.

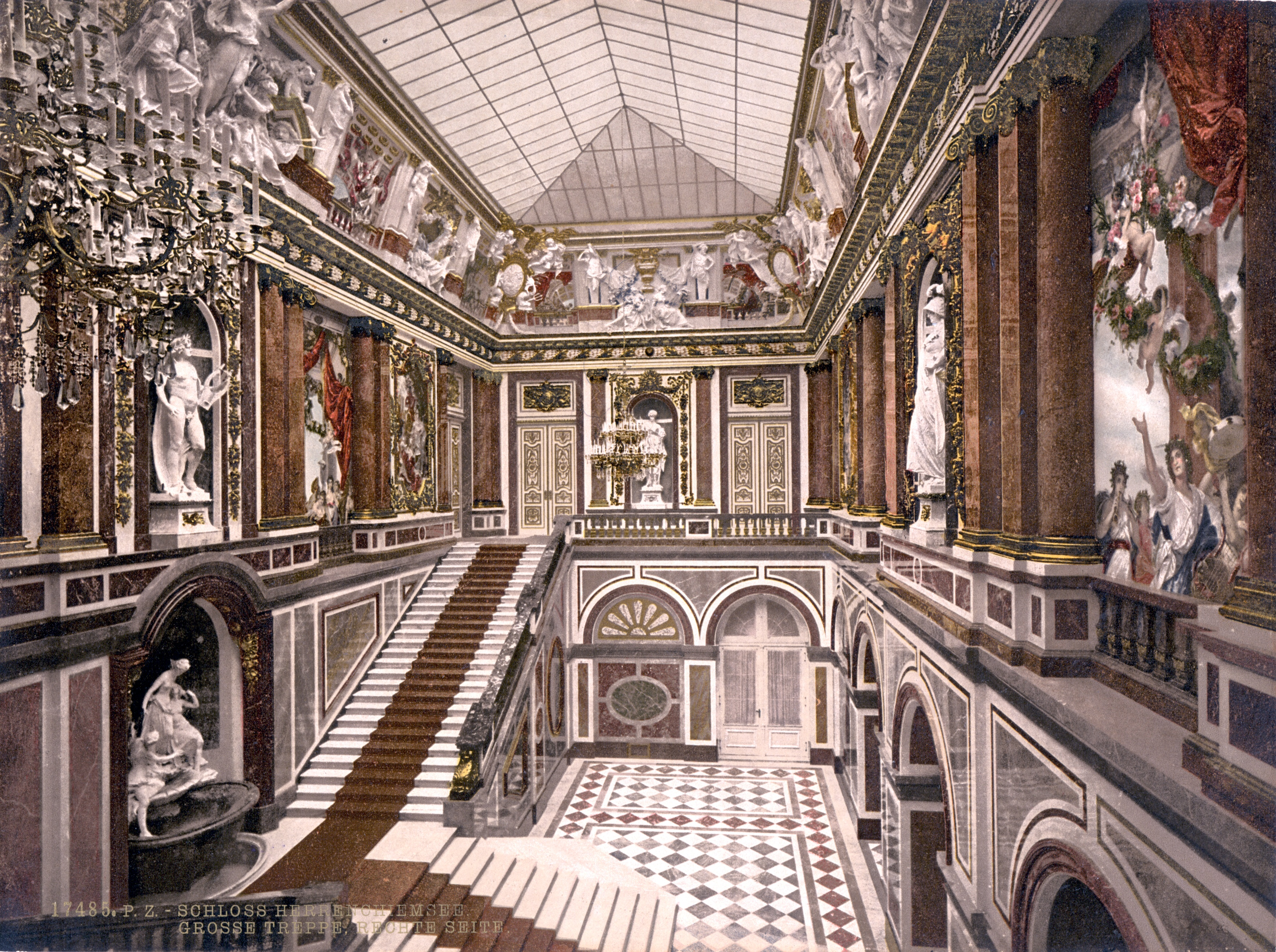
Foto colorida posteriormente da Escadaria dos Embaixadores, Herrenchiemsee.

Depois de duas antecâmaras, passa-se à Câmara de Parada e a seguir à Sala do Conselho. Os apartamentos de Estado desembocam na Galeria dos Espelhos, com os Salões da Paz e da Guerra nos seus extremos, ocupando toda a parte dianteira do palácio, com um comprimento total de 98 metros, dois metros maior que o modelo original, em Versailles. Os apartamentos privados compreendem uma sala de banhos, uma sala de refeições ornada com um lustre em porcelana de Meissen e provida de uma mesa que se esconde no subsolo por meio de um mecanismo hidráulico.
A Escadaria dos Embaixadores é uma réplica de uma outra escadaria existente no Palácio de Versailles com o mesmo nome, a qual foi demolida em 1752.

## Jardins

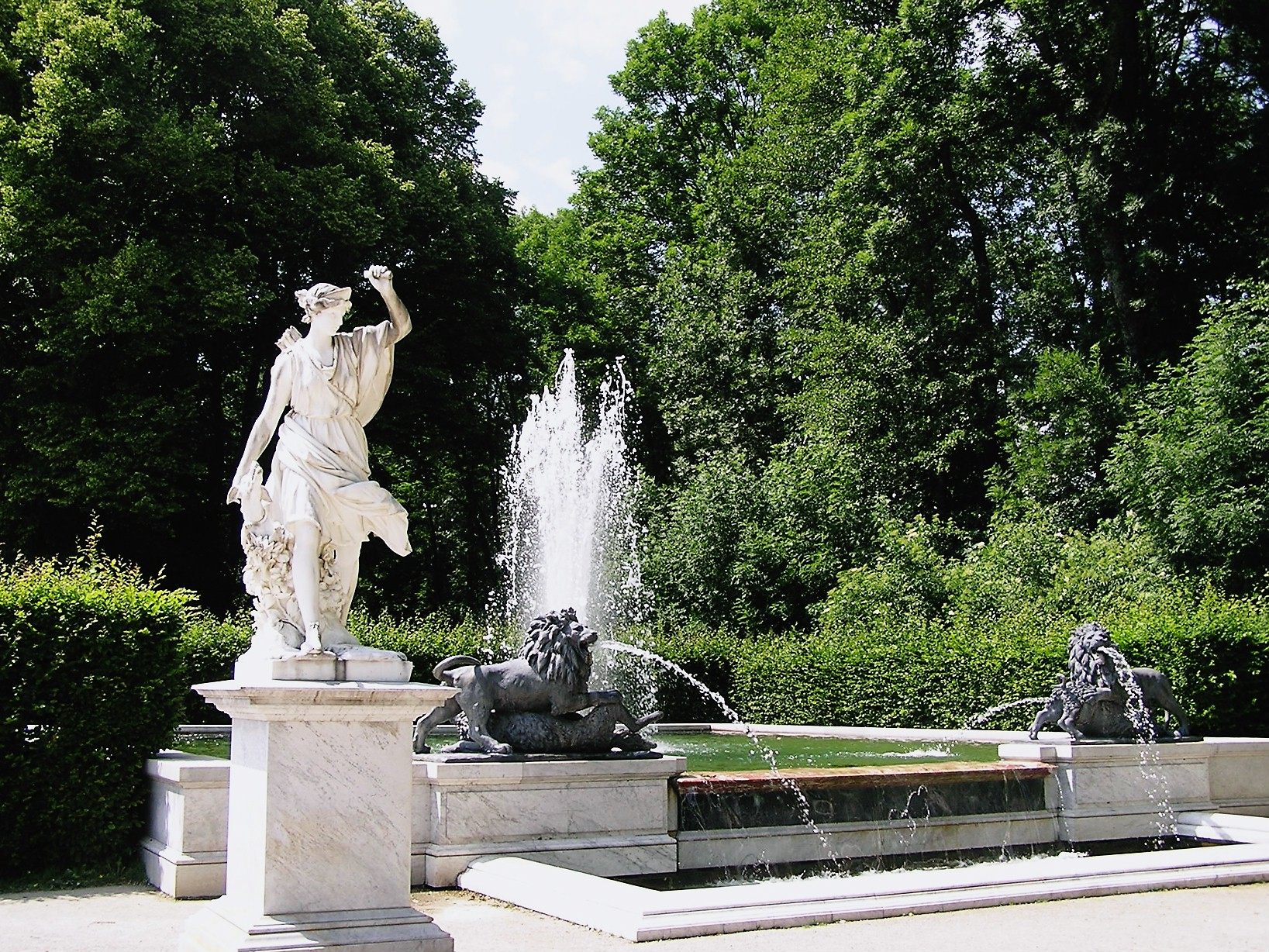
Uma das fontes no jardim do palácio.

Os formais jardins franceses estão repletos de fontes e estátuas ao estilo clássico, típico do Palácio de Versailles, ou no fantástico estilo do romantismo tão favorecido pelo Rei Luís II da Baviera. Frescas donzelas, aparentando nunca ter saído de um museu da Antiguidade Clássica, estão sempre perto de dragões, guerreiros alados, lagartos gigantescos e outros seres extravagantes que parece terem saído das óperas românticas de Richard Wagner.

## Trivialidades
- A Grundgesetz (Constituição), Lei Básica da República Federal da Alemanha do pós-guerra, foi amplamente desenhada em Herrenchiemsee, no mês de Agosto de 1948.
- Em parte por ter sido construído numa ilha e acessível apenas por um pequeno barco, o Novo Palácio de Herrenchiemsee é menos famoso que o Castelo de Neuschwanstein, outra dispendiosa extravagância do Rei Luís II da Baviera.
- Herrenchiemsee foi uma das posições apresentadas no jogo de computador de 1995, Gabriel Knight (Cavaleiro Gabriel), localizado na Baviera com um pesado enredo envolvendo Luís II da Baviera e Richard Wagner.

## Custos
Entre 1863 e 1886 foram gastos um total de 16.579.674 marcos alemães na construção de Herrenchiemsee. Feitas as contas, 16.579.674 Marcos daquela época corresponderiam a 190.998 oz de ouro, o que, aos preços actuais (Março de 2007) do ouro, representaria aproximadamente 70.500.240 libras estrelinas.

## Galeria

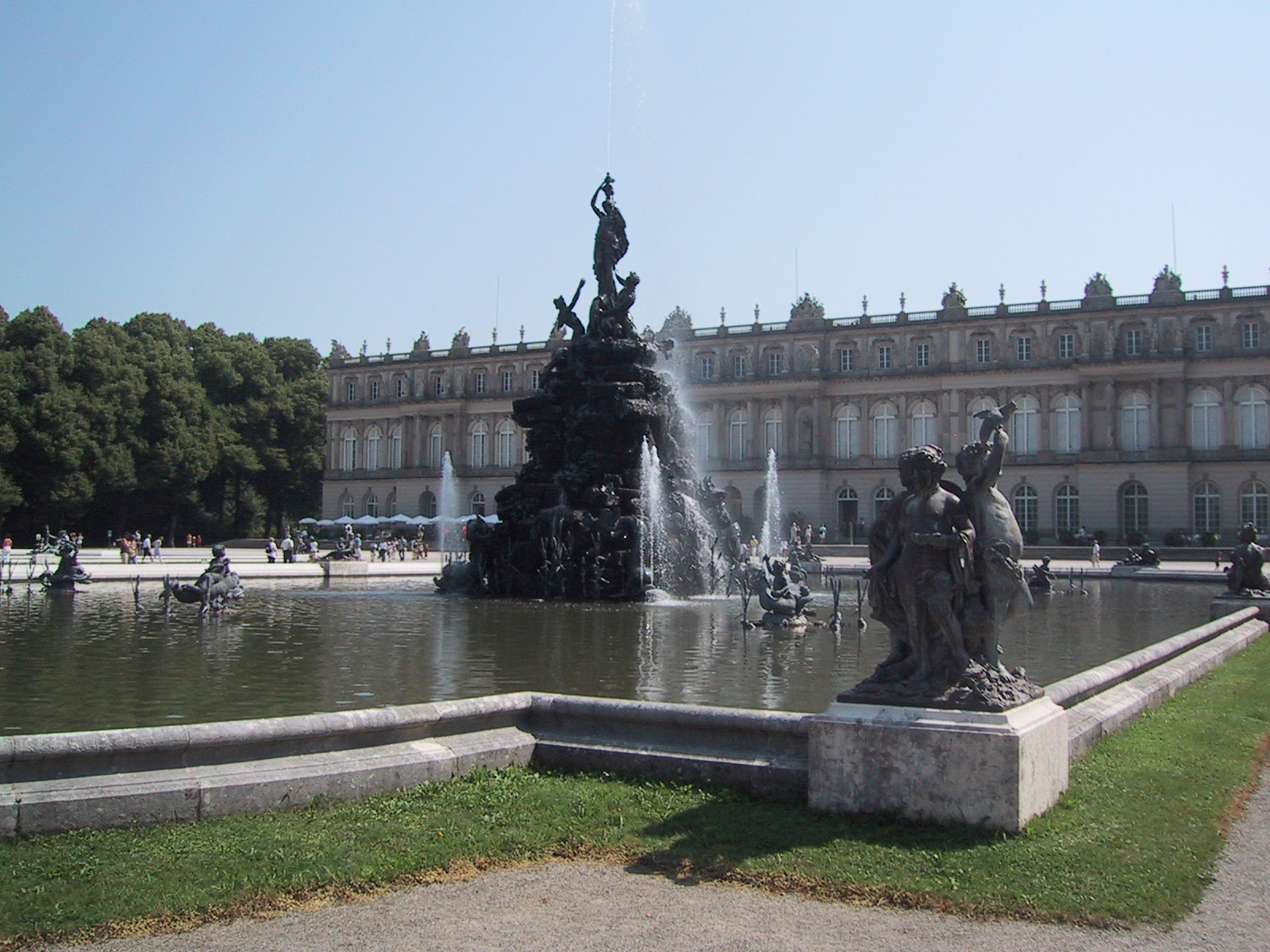
Herrenchiemsee, lado do jardim
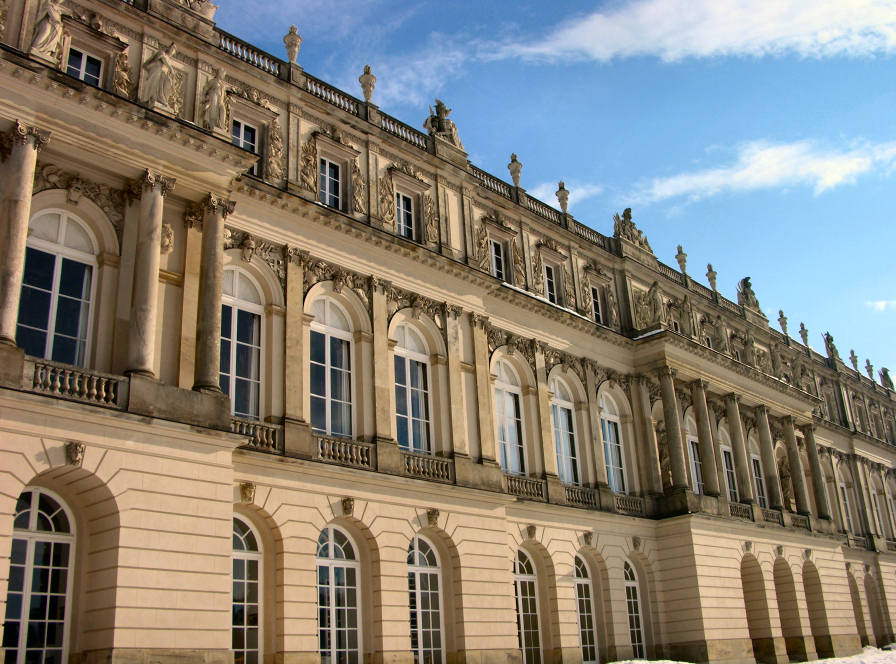
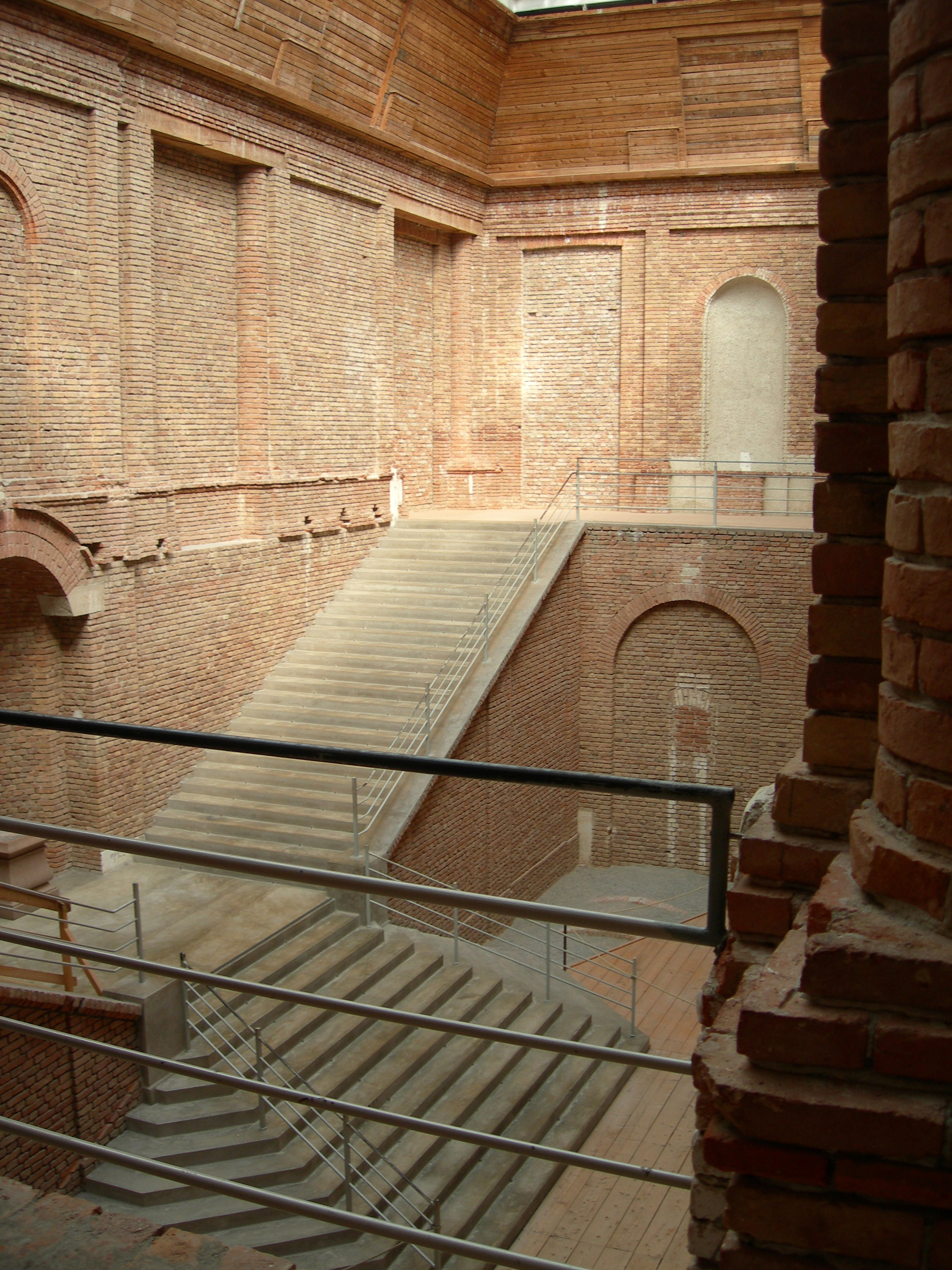
A inacabada Escadaria dos Embaixadores
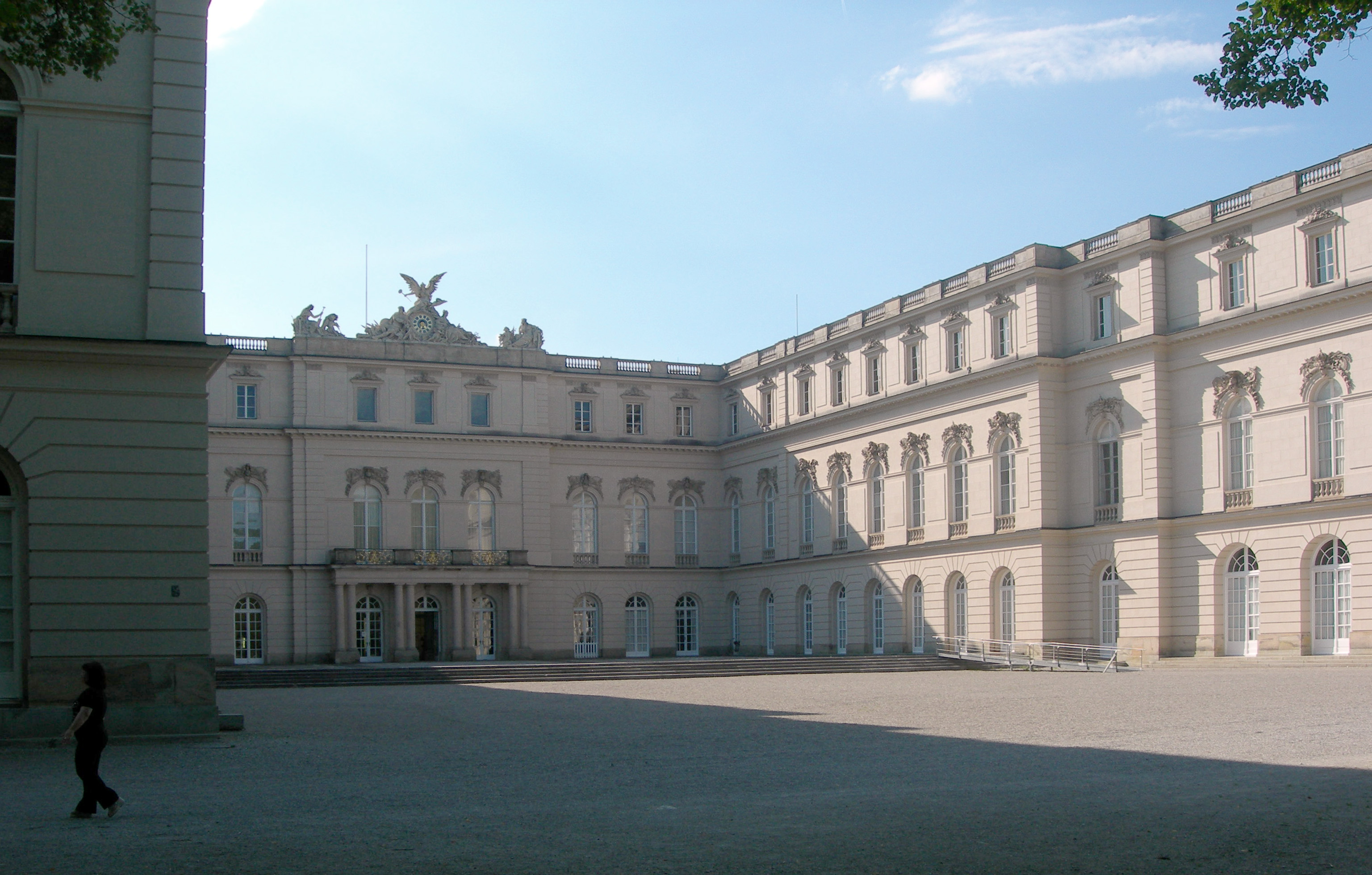
Herrenchiemsee, lado do pátio
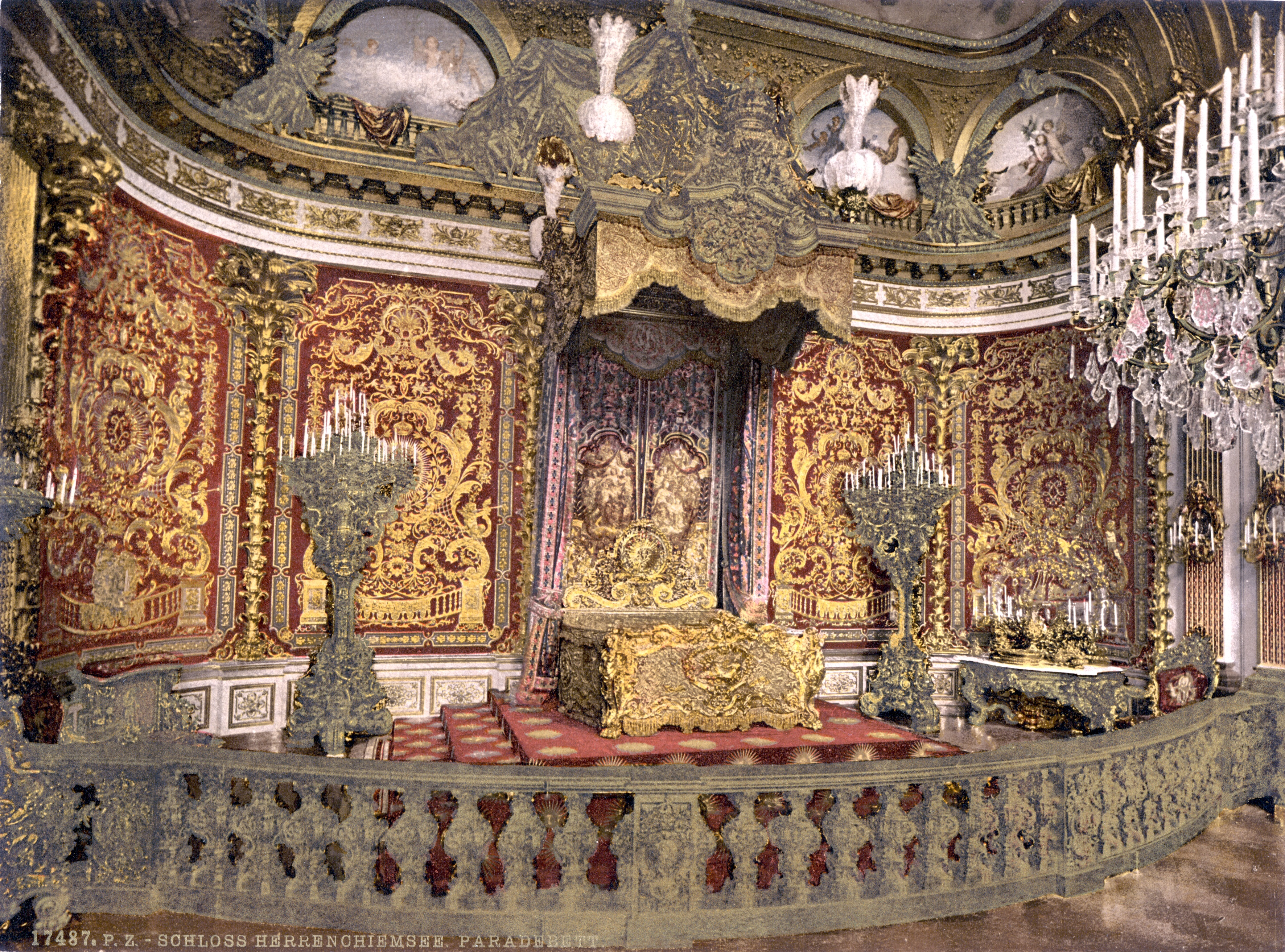
Quarto do Rei